# Metarhizium pingshaense
Metarhizium pingshaense — вид аскомікотових грибів родини Clavicipitaceae. Виявлений в Китаї. Паразитує на різних комахах: жуках, тарганах, москітах.